# La Fille de Frankenstein
Pour plus de détails, voir Fiche technique et Distribution.
La Fille de Frankenstein (titre original : Frankenstein's Daughter) est un film américain réalisé par Richard E. Cunha, sorti en 1958.

## Fiche technique
- Titre original : Frankenstein's Daughter
- Titre français : La Fille de Frankenstein
- Réalisation : Richard E. Cunha
- Scénario : H.E. Barrie
- Pays d'origine :  États-Unis
- Format : Noir et blanc — 35 mm — 1,85:1 — Son : Mono
- Genre : Film d'horreur
- Dates de sortie : 1958

## Distribution
- John Ashley : Johnny Bruder
- Sandra Knight : Trudy Morton
- Donald Murphy : Oliver Frank / Frankenstein
- Felix Locher : Professeur Carter Morton
- Harry Wilson : le monstre